# Чинхой
Чинхо́й (чечен. Чӏинхой) — один из больших чеченских тайпов, не входящих в девять традиционных тукхумов. Имеют родовые горы в Чеченской Республике, основная гора — Чинах-лам. Родовая местность — Чиннах в Итум-Калинском районе Чечни. Представители издавно начали селиться на равнину и широко расселились в плоскостных селениях и городах.

## История
Тайп Чинхой исторически располагался в местности «Чlинх» Аргунского ущелья, в нижнем течении реки Зумсойн эрк, п. пр. Чантий Орга и Мулкой-эрка. Общество граничило на востоке с Зумсой, на западе с Гухой, на севере с Нихалой, на юге с Чантий.

### Происхождение названия
Основная версия происхождение названия Чlинах — от имени предка этого тайпа, которого звали
«Чlин». Также бытует мнение о том, что название соответствует географическому названию местности, где происходило формирование тайпа.
Согласно преданиям, чиннахойцы, гучум-калинцы, башен-калинцы и нихалой являются потомками четырех братьев, и потому считаются одним тайпом. Древние предания рассказывают, что Чинхой потомки выходца, который первоначально жил, предположительно, на границе с Грузией и спустился в Аргунское ущелье.

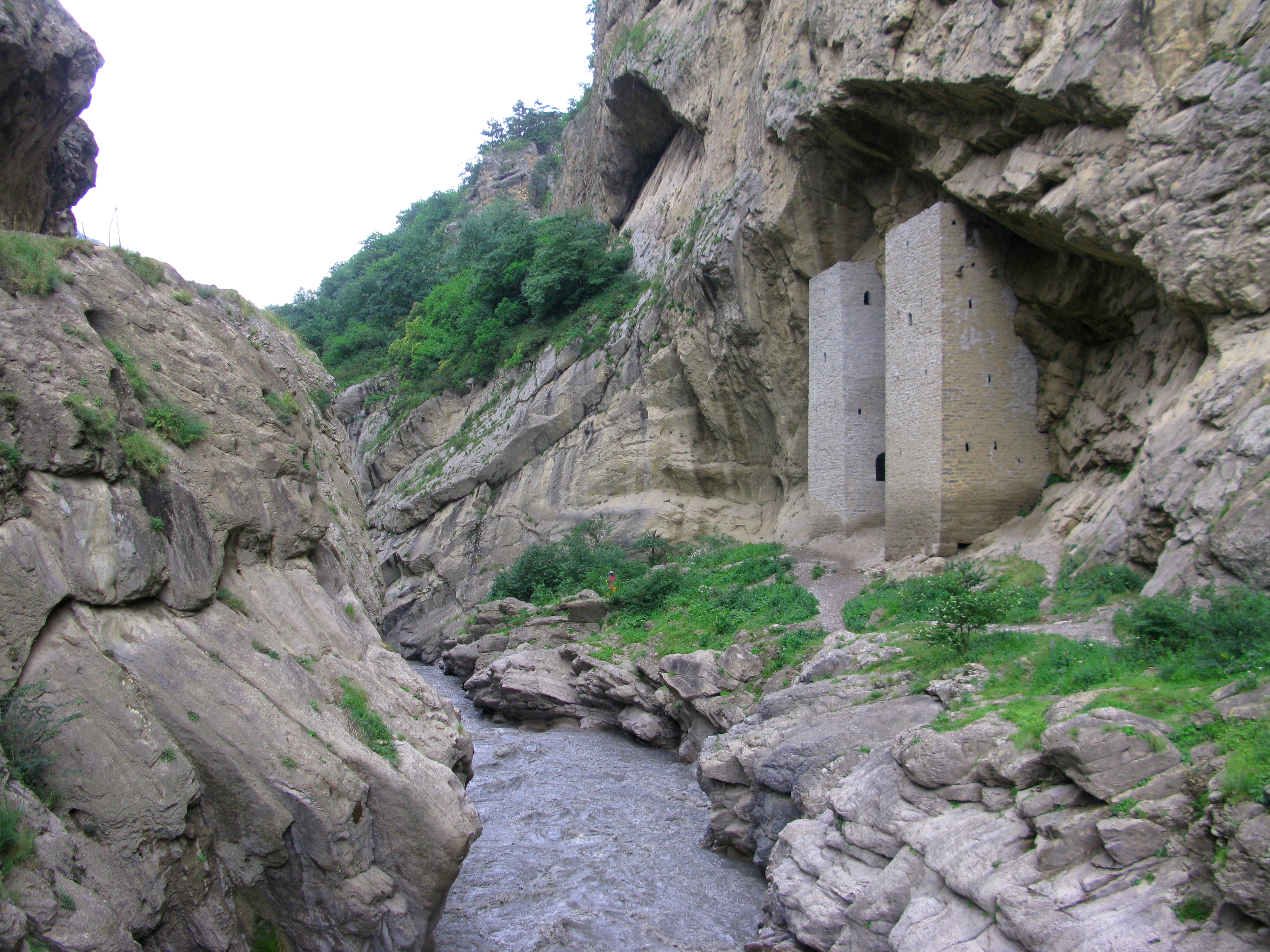
Ушкалойские башни. Область Чиннах

В горном ущелье Чинха в селении Чиннах (Ушкалой) были боевые (бloвнаш) и полубоевые (гlaланаш) башни, а также солнечные могильники до принятия Ислама. Об этом написано в книге " Среднековые погребальные памятники Чечено-Ингушетии: "
Ныне башни разрушены, могильники были разграблены. Лишь остались Ушкалоевские башни, и реставрированна башня на чеч. «Доьхьлар-кхел рода Доьхьларой» противоположная крепость., и остатки других развалин.
Исторический тайп Чинхой проживал в таких аулах, отселках и башенных хуторах как: Ушкалой (чеч. Уш-кхели), Бугара (чечен. БугӀара), Бавгете (чечен. БӀе/овгатӀе), Жел-кали (чечен. Жел-кхел),Сан-кали (чечен. Сан-кхел), Цеда-бов (чечен. ЦӀеда-бӀов), Хеха (чечен. Хьохьа), Басхуо, Дукарой (чечен. Басхьо,Дукъарой), Эста (чечен. Аьста), Совн-кали (чечен. Совн-Кхел), Зорт-кали (чечен. Зоьрт-кхел), Эзна (чечен. Оьзна), Хуртан-кали чечен. Хlуртан-Кхел), Цорул Кали (чечен. Цорул-Кхел), Хушха (чечен. Хьушха), Инна йисте (чечен. Ӏин-йисте), Базанти, Пхоччу (чечен. Базантlе,Пхьаччу), Вотта-кали (чечен. Вотта-Кхел), Бавте, Дан-калой (чечен. Бlавтlе,Дан-кхел),Циеха (чечен. Циехьа, Конжухой (чечен. КIонжаха) (на левом берегу Чанты-Аргуна), Бэвнан дук (чечен. БӀаьвнан дукъ),Сайро (чечен. Сайра), Тута-мерк (чечен. Туьта мерка) и др.
Главным занятием Чинхойцев являлось скотоводство и отчасти земледелие при явно ограниченных земельных площадях. Из-за чего Чинхойцы рано начали выселение на равнину с одновременным принятием ислама (не позже XVII в.).
В документальных источниках название тайпа встречается в 1665 г.в челобитной грузинского царевича Николая Давыдовича в Москву, где он жалуется, что «тех земель владельцы — Теремской, да Чантинской, да Чинахской» не пропускали его кортеж «через владенья свои».

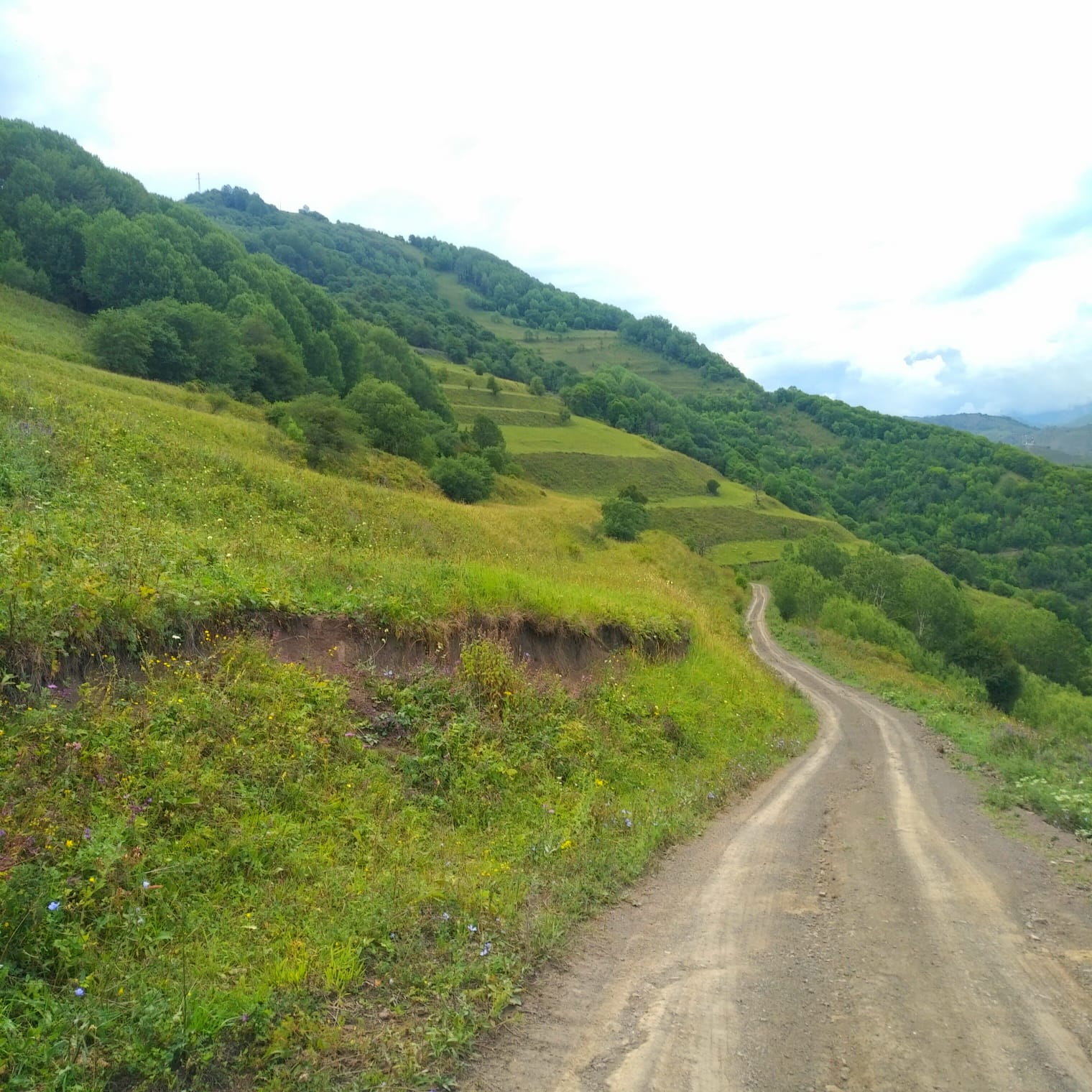
Терассы в Сайре

Чинахская земля — известное чеченское селение Чинухой в Аргунском ущелье и тайп Чинхой. Около селения имелись боевые башни. См.: Виноградов В. Б., Марковин В. И. Археологические памятники Чечено-Ингушской АССР, № 471; Из записок П. И. Головинского, с. 242; Иваненков Н. С. Горные чеченцы, с. 190; Мамакаев М.Чеченский тайп (род) и процесс его разложения, с. 23.
Выходцы Чинхойского тайпа издревле считаются в Чечне неуступчивыми, наделенными незаурядными коммерческими способностями.

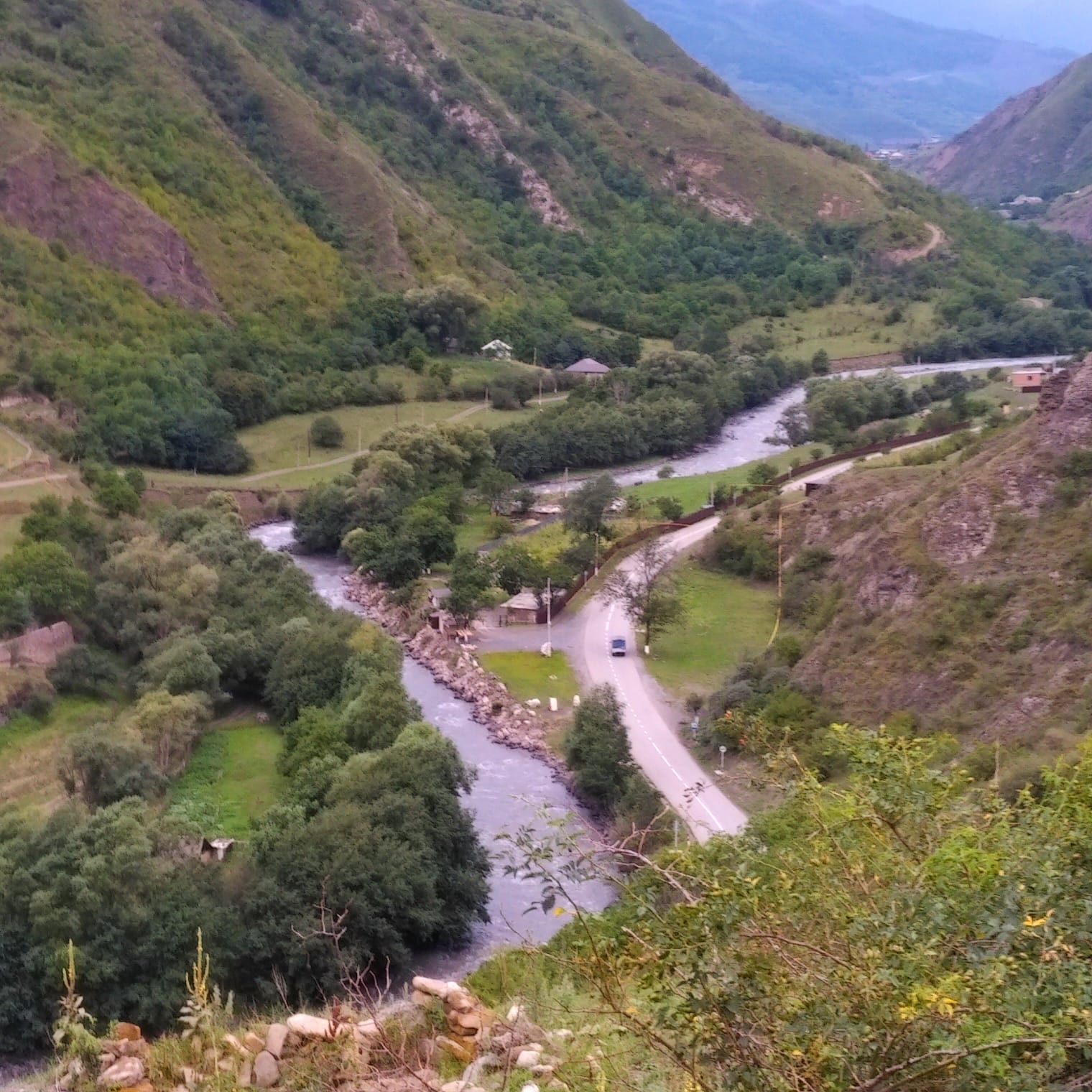
Аргун у Сан-кале

## Расселение
Чеченский исследователь-краевед, педагог и народный поэт А. С. Сулейманов, зафиксировал представителей тайпа в следующих населённых пунктах: Урус-Мартан, Старые Атаги, Алхазурово, Гойты, Алхан-Юрт, Шали, Алхан-Кала, Шалажи, Катыр-Юрт, Ачхой-Мартан, Гикаловский, Гехи, Пригородное, Гой-Чу, Мартан-Чу, Танги-Чу, Рошни-Чу, Гехи-Чу, Толстой-Юрт, Валерик, Грозный, Кулары, Шаами-Юрт, Побединское, Подгорная, Серноводское, Автуры, Цоци-Юрт, Шали.

## Галерея

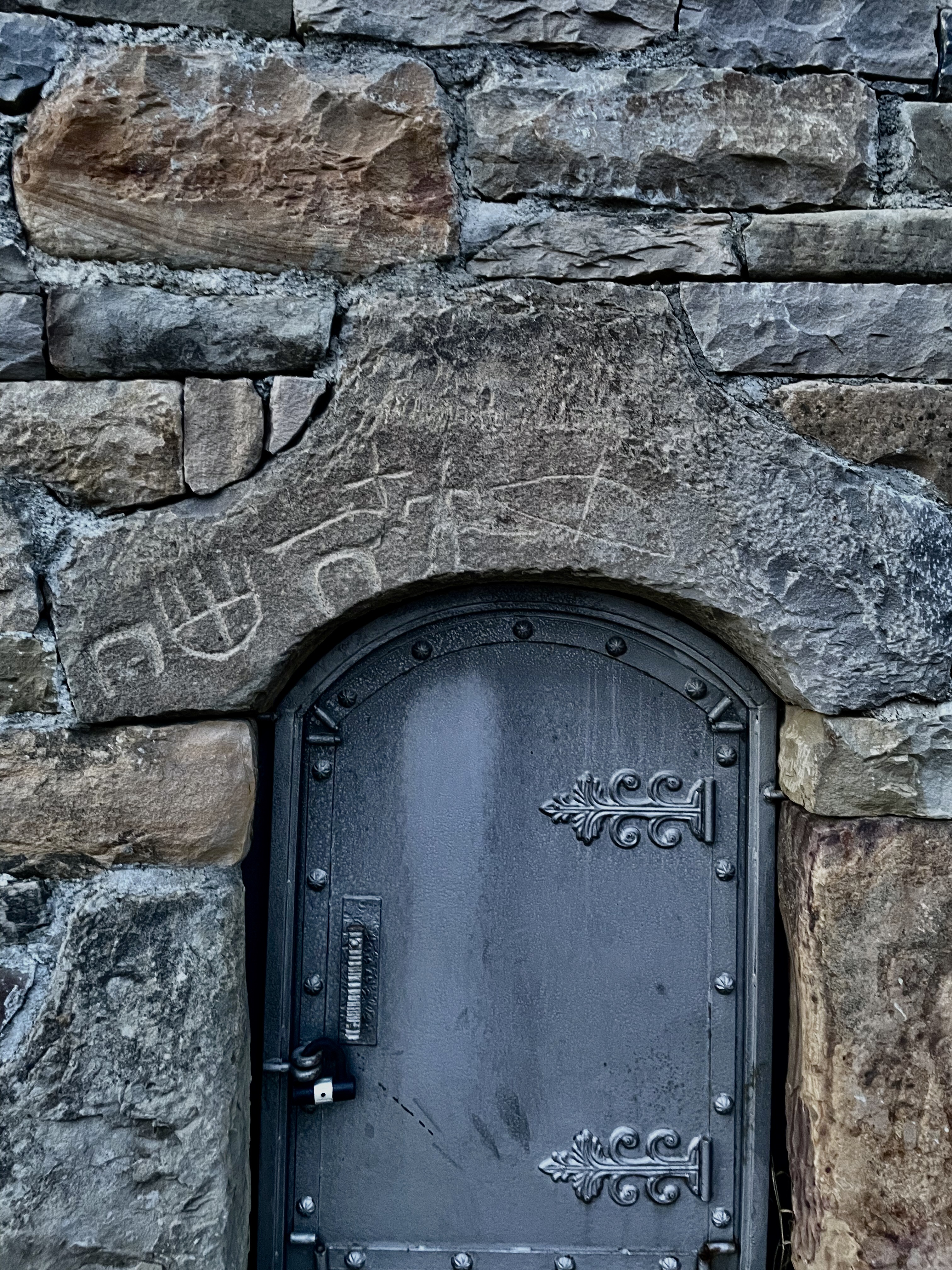
Ушкалой. Петрогрифы на боевой башне.

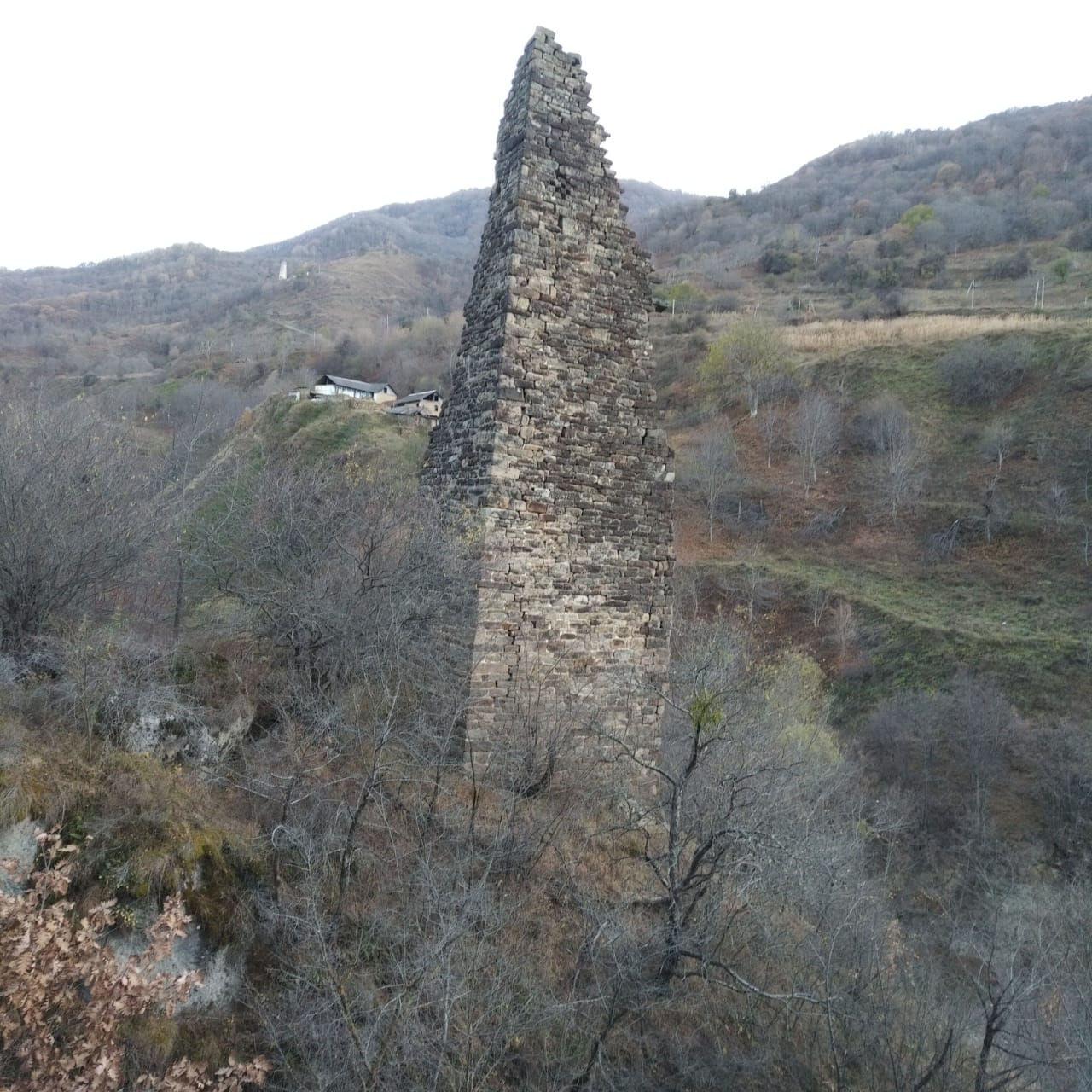
Данкелой. Боевая башя